# Pronczaki
Pronczaki (biał. Пранчакі, Pranczaki; ros. Прончаки, Pronczaki) – wieś na Białorusi, w obwodzie brzeskim, w rejonie lachowickim, w sielsowiecie Nowosiółki, nad Wiedźmą.

## Historia
W XIX i w początkach XX w. położone były w Rosji, w guberni mińskiej, w powiecie nowogródzkim, w gminie Snów.
W dwudziestoleciu międzywojennym leżały w Polsce, w województwie nowogródzkim, w powiecie baranowickim, w gminie Darewo. W 1921 miejscowość liczyła 405 mieszkańców, zamieszkałych w 68 budynkach, w tym 404 Białorusinów i 1 Żyda. 403 mieszkańców było wyznania prawosławnego, 1 rzymskokatolickiego i 1 mojżeszowego.
Po II wojnie światowej w granicach Związku Sowieckiego. Od 1991 w niepodległej Białorusi.